# عروسی یونانی پرریخت‌وپاش و بزرگ من
عروسی یونانی پرریخت‌وپاش و بزرگ من یا عروسی بزرگ یونانی من (به انگلیسی: My Big Fat Greek Wedding) فیلمی کمدی رمانتیک کانادایی-آمریکایی است که در سال ۲۰۰۲ به کارگردانی جوئل زوئیک و نویسندگی نیا واردالوس ساخته شد. این فیلم موفق شد در رشتهٔ بهترین فیلم‌نامهٔ غیراقتباسی نامزد جایزه اسکار شود.

## موضوع
«تولا» (واردالوس) زن یونانی/آمریکایی سی ساله، در رستوران یونانی پدر و مادرش در شیکاگو کار می‌کند و هنوز مجرد است. تا اینکه با مرد ظاهراً بی عیب و نقصی به نام «ایان میلر» (کوربت) آشنا می‌شود که معلم مدرسه است. این دو خیلی زود دل باختهٔ یک دیگر می‌شوند. اما دو مشکل وجود دارد: «ایان» اولاً یونانی نیست و ثانیاً گیاه‌خوار است و این هر دو مورد، خانوادهٔ تولا را به وحشت می‌اندازد.

## شرح داستان
در شیکاگو، «فوتولا» معروف به «تولا» پورتوکالوس، زنی ۳۰ ساله و عضو خانواده‌ای یونانی، پرجمعیت، پرسر و صدا و سلطه‌گر است. پدرش «گاس» می‌خواهد هرچه زودتر او ازدواج کند و بچه‌دار شود. تولا با والدینش زندگی می‌کند و در رستوران خانوادگی‌شان به نام «زوربای رقصان» کار می‌کند، اما آرزویش این است که از خانواده‌اش استقلال پیدا کند.
روزی، معلمی به نام «ایان میلر» برای دیدار با دوستی به زوربای رقصان می‌آید و تولا به او علاقه‌مند می‌شود. همان شب، تولا به پدر و مادرش می‌گوید که می‌خواهد در کلاس کامپیوتر در کالج محلی ثبت‌نام کند تا بتواند در ادارهٔ رستوران به آن‌ها کمک کند. اما گاس احساساتی می‌شود و فکر می‌کند تولا قصد ترک او را دارد. مادرش، «ماریا»، او را آرام می‌کند و پدرش را قانع می‌سازد که با تصمیم تولا موافقت کند.
با گذشت زمان، تولا اعتماد به‌نفس بیشتری پیدا می‌کند و ظاهرش را تغییر می‌دهد: عینک قاب‌کلفتش را با لنز جایگزین می‌کند، موهایش را آراسته‌تر می‌کند و آرایش می‌زند و لباس‌هایی رنگارنگ و متناسب با اندامش می‌پوشد. پس از دیدن تبلیغی برای کلاس کامپیوتر و گردشگری، به خاله‌اش «وولا» پیشنهاد می‌دهد که در آن کلاس شرکت کند و از آموخته‌هایش در آژانس مسافرتی وولا استفاده کند. وولا موافقت می‌کند و همراه با ماریا، به‌طور پنهانی گاس را نیز متقاعد می‌کنند.
زمانی‌که تولا در آژانس کار می‌کند، ایان او را می‌بیند و به شام دعوتش می‌کند. در قرارشان، تولا اعتراف می‌کند که خانواده‌اش مالک زوربای رقصان هستند؛ ایان او را به یاد می‌آورد اما برخلاف نگرانی تولا که فکر می‌کرد به‌عنوان «دختر عبوس» در ذهنش مانده، همچنان به او علاقه دارد. آن‌ها به دیدار هم ادامه می‌دهند و عاشق می‌شوند.
چون می‌داند خانواده‌اش با رابطه با یک غیر یونانی مخالفت خواهند کرد، تولا به دروغ می‌گوید که در کلاس سفال‌گری شرکت می‌کند تا بتواند به دیدارهایش با ایان ادامه دهد. اما دروغ او زمانی فاش می‌شود که یکی از آشنایان خانوادگی آن دو را در حال بوسه در پارکینگ می‌بیند. گاس از اینکه ایان بدون اجازه‌اش با تولا قرار گذاشته، خشمگین می‌شود و رابطه‌شان را ممنوع می‌کند، با وجود اینکه هر دو بزرگسال هستند. با اینکه گاس سعی می‌کند تولا را با مردان مجرد یونانی آشنا کند، او و ایان به رابطه‌شان ادامه می‌دهند. برادر تولا، «نیکو»، به او می‌گوید که با الهام از شجاعت تولا، تصمیم گرفته کلاس‌های شبانهٔ هنر بگذراند.
ایان به تولا پیشنهاد ازدواج می‌دهد و تولا می‌پذیرد. ماریا به گاس می‌گوید که باید به تصمیم دخترشان احترام بگذارد، اما گاس هنوز ناراحت است چون ایان عضو کلیسای ارتدکس یونان نیست. ایان برای جلب رضایت خانوادهٔ تولا، حاضر می‌شود غسل تعمید ارتدکسی بگیرد.
خانوادهٔ تولا دائماً در برنامه‌ریزی مراسم ازدواج دخالت می‌کنند، لباس‌هایی زشت برای ساقدوش‌ها طراحی می‌کنند و نام مادر ایان را اشتباه روی کارت دعوت می‌نویسند. والدین آرام و محافظه‌کار ایان، در ضیافت شام پرهیاهوی خانوادهٔ یونانی حضور می‌یابند. وقتی بستگان تولا آن‌ها را با اوزو مست می‌کنند، گاس خشمگین می‌شود و می‌گوید آن‌ها با خانواده‌اش مثل حیوانات باغ‌وحش برخورد کرده‌اند. تولا نگران است که پدرش ایان را نپذیرفته باشد، اما ماریا او را آرام می‌کند و یادآوری می‌کند که آن‌ها به آمریکا آمدند تا فرزندان‌شان آزادی‌ای را داشته باشند که خودشان نداشتند.
در مراسم جشن عروسی، گاس سخنرانی احساسی‌ای می‌کند و بر این نکته تأکید دارد که تفاوت‌های فرهنگی میان داماد و عروس اهمیتی ندارد. او و ماریا فاش می‌کنند که برای تولا و ایان خانه‌ای خریده‌اند. در حالی‌که دو خانواده با هم می‌رقصند، تولا در روایت پایانی می‌گوید که اگرچه خانواده‌اش پر سر و صدا و غیرمتعارف‌اند، اما می‌داند که دوستش دارند و همیشه در کنارش خواهند بود.
شش سال بعد، تولا و ایان از خانه‌شان—که درست کنار خانهٔ گاس و ماریاست—بیرون می‌آیند تا دخترشان «پاریس» را به مدرسهٔ یونانی ببرند.

## پیوند ویکی‌پدیایی
- مشارکت‌کنندگان ویکی‌پدیا. «My Big Fat Greek Wedding». در دانشنامهٔ ویکی‌پدیای انگلیسی، بازبینی‌شده در ۱۴ ژوئیه ۲۰۱۴.